# نظرية شعرية

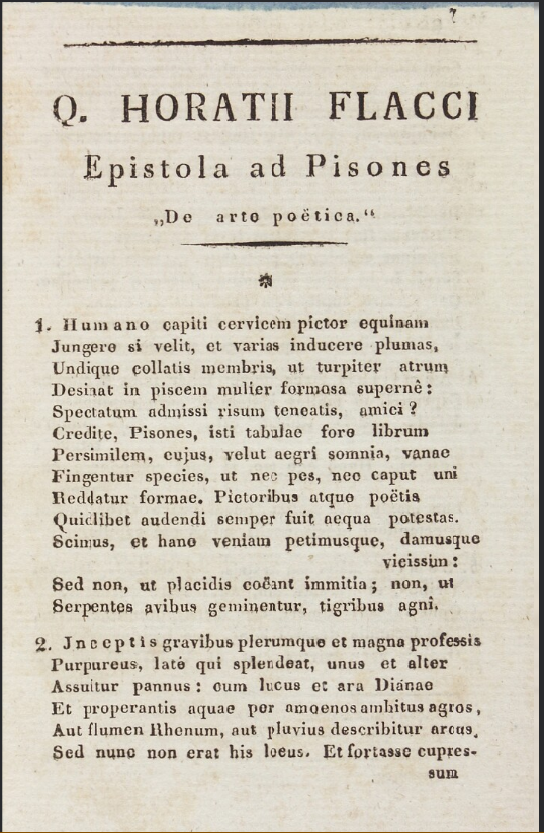

فن الشعر أو النظرية الشعرية هي نظرية تناقش الأشكال الأدبية والخطاب الأدبي. قد يُشير المصطلح على وجه التحديد إلى نظرية الشعر، على الرغم من استخدام بعض المتحدثين للمصطلح بشكل واسع بحيث يشيرون إلى مفهوم «النظرية» نفسها.

## التاريخ
يأتي مصطلح النظرية الشعرية من المصطلح الإغريقي ιητικόςοιητικός poietikos، والذي يعني المُتعلق بالشعر، أو من المصطلح ιητόςοιητός poietos، الذي يعني الإبداع الشعري حرفيًا، أو الصفة اللفظية ποιεῖν poiein ، والتي تعني الصنع.
يحدد الباحث البروفيسور بروغان ثلاث حركات رئيسية في الشعر الغربي على مدار 3000 عام مضت، بدءًا من التقليد الشكلي، والواقعية الفلسفية، والأرسطية (انظر فن الشعر لأرسطو). وخلال العصر الرومانسي، كانت الشاعرية تميل نحو التعبيرية وشدّدت على موضوع إدراكها. شهد القرن العشرون العودة إلى النموذج الأرسطي، متبوعًا بالاتجاهات نحو الذوقية، أو تأسيس نظرية للشعر.
تطورت الشعرية الشرقية في المقام الأول بالإشارة إلى الشعر الغنائي، على عكس المحاكاة.

## في النقد الأدبي
يتميز الشعر عن علم التأويل الفلسفي من خلال عدم اقتصار تركيزه على معنى النص فقط، بل فهمه لكيفية جمع عناصر مختلفة للنص معًا وإنتاج تأثيرات معينة على القارئ. يجمع معظم النقد الأدبي بين الشعرية والتفسير في تحليل واحد. ومع ذلك، قد تسود واحدة أو أخرى بالنظر إلى نص وأهداف الشخص الذي يقوم بالقراءة.

## روابط خارجية
- Iturat، Isidro (2010). Poetics. Brazil: Indrisos.com. {{استشهاد بكتاب}}: روابط خارجية في |عنوان= (مساعدة)